# Monte Itome
O monte Itome (Greek: Ἰθώμη) é uma montanha na Messênia, Peloponeso, Grécia com cerca de 800 m de altura.  Como o ponto mais defensável do território vizinho, foi o centro da resistência messênia durante a Segunda Guerra Messênia, no século VI a.C.. Foi também o centro da revolta dos hilotas em 463 a.C..  O lado ocidental do monte foi escolhido para a cidade da Messênia, fundada por Epaminondas in 369 a.C.. 
Em tempos antigos, havia no seu cume um templo dedicado a Zeus Itômata (Zeus de Itome). Ele foi substituído por volta do século XVII pelo velho monastério de Panagia Voulkanou, agora fechado.